# Miasto Prelog
Miasto Prelog (chorw. Grad Prelog) – jednostka administracyjna w Chorwacji, w żupanii medzimurskiej. W 2011 roku liczyła 7815 mieszkańców.